# Geri Allen
Geri Allen (Pontiac, Míchigan; 12 de junio de 1957-Filadelfia, Pensilvania; 27 de junio de 2017) fue una pianista de jazz y profesora de música estadounidense.

## Biografía
En 1979, terminó sus estudios de jazz en la Universidad de Howard, de Washington, y comenzó su carrera en Nueva York. En 1982 obtuvo una maestría en etnomusicología en la Universidad de Pittsburg.
Pianista de jazz y profesora de músicos, trabajó con muchísimas estrellas de la escena jazzística mundial. En su juventud en Nueva York trabajó con el colectivo M-Base de Brooklyn y Steve Coleman. Colaboró con artistas bien establecidos como Betty Carter, Ornette Coleman, Ron Carter, Jack DeJohnette, Charles Lloyd, Dave Holland, McCoy Tyner y Tony Williams.